# Boule de lavage
Cet article concerne le nettoyage industriel de machine. Pour l’accessoire de lavage du linge, voir Boule lavante.
Une boule de lavage est un élément mécanique utilisé lors des nettoyages en place pour asperger de l'eau sur l'ensemble des surfaces.
Généralement en inox, la boule de lavage est composée d'une partie fixe en dehors de la cuve à laver, par lequel de l'eau sous pression arrive, et d'une partie mobile qui dépasse à l'intérieur de la cuve à laver, généralement sur l'intérieur du couvercle.
L'eau sous pression à l'intérieur de la boule est projetée sur l'ensemble des parois de la cuve, y compris vers le haut, afin de laver toutes les parois de la cuve.
La partie mobile est mise en rotation par la pression d'eau et l'eau asperge toutes les surfaces. Sur certaines boules de lavage, il n'y a pas de rotation et l'aspersion se fait grâce à des fentes ou des trous sur l'ensemble de la surface. Ces boules moins chères sont moins efficaces par il y a des risques que les éclaboussures de produits survivent au NEP.
Dans des cuves avec éléments mobiles (agitateur ou pales), la boule doit être positionnée de telle sorte qu'elle n'entre pas en collision.